# مستشفى القيارة العام
مستشفى القيارة العام هو مستشفى حكومي في محافظة نينوى شمال العراق.

## التاريخ
اعلن  محافظ نينوى دريد كشمولة بتاريخ 27 نوفمبر/ تشرين الثاني 2007 م، عن البدء ببناء مستشفى متكامل سعة مئة سرير في ناحية القيارة جنوبي مدينة الموصل، وان المستشفى سيشيد على ارض مساحتها اربعة دونمات، مشيراً الى موافقة لجنة الاعمار بالمحافظة على تخصيص المبالغ اللازمة لبناء المستشفى من ميزانية اعمار الاقاليم للعام 2008. ويقع المستشفى جنوب الموصل في ناحية القيارة التابعة إلى قضاء الموصل في محافظة نينوى. وتكون قدرة هذا المستشفى الاستيعابية بسعة 125 سرير مع جناح طوارئ وردهات للحالات الخطرة وسيتم تجهيز المستشفى باحدث الاجهزة الطبية وتوفير العلاجات اللازمة لخدمة سكان الناحية.وقد تم افتتاحه رسمياً في 14 نوفمبر/تشرين الثاني 2021 م، من قبل محافظ نينوى نجم الجبوري.